# 巴赫涅沃农村居民点
巴赫涅沃农村居民点（俄语：Вахневское сельское поселение）是俄罗斯联邦沃洛格达州尼科利斯克区所属的一个农村居民点。其下辖有20个居民点，行政中心为巴赫涅沃。据2015年统计，该农村居民点的人口为620人。